# Mariager Fjord
Mariager Fjord er med sine ca. 35 km (42 km i strømrenden) Danmarks længste fjord. Bredden af Mariager Fjord varierer mellem 4½ km på det bredeste sted og 250 m ved Hadsund. Fjorden har et areal på ca. 47 km² og en dybde på ned mod 30 m . Fjorden danner sydgrænse for Himmerland og nordgrænse for Kronjylland.
Geologisk formodes fjorden at være dannet længe før istiden. Under og efter istiden har gletcheris og strømmende smeltevand sammen med ændringer i havspejlet dannet nutidens fjord. Tidligere har man formodet, at fjorden var en tunneldal.
Mariager Fjord er dyb inderst og mere fladvandet yderst – en såkaldt tærskelfjord. Herved kommer den inderste del af fjorden til at danne et bassin med begrænset vandudskiftning. Dette fører nogle somre til iltsvind og hermed fiskedød.
I bunden af fjorden ligger Hobro, lidt østligere på sydsiden Mariager og yderst – ca. 10 km fra åbningen til Ålborg Bugt – Hadsund, hvor en bro forbinder de to sider. Alle tre byer har under industrialiseringen haft en økonomi baseret på let transport ved skib og jernbane.
Ved sydsiden af fjordens munding har Overgård Gods i Flemming Junckers ejertid inddæmmet et større areal, som anvendes til landbrug. Det har været diskuteret, om inddæmningen på 1700 tønder land (godt 9 km²) har påvirket fjordens miljø væsentligt. Modelberegninger viser at "proppen i hullet" har reduceret vandudskiftningen i Inderfjorden med ca. 3%.
Planten vadegræs er importeret til fjorden.
Den yderste, østlige del af fjorden, ind til Hadsund, er del af Natura 2000-område nr. 14 Ålborg Bugt, Randers Fjord og Mariager Fjord og er både ramsarområde, habitatområde og fuglebeskyttelsesområde. Vest for Mariager ligger det fredede område Katbjerg Odde, hvor der findes en meget varieret natur med især en bred vifte af planter, heriblandt en lang række orkideer. Desuden ligger flere gravhøje fra stenalderen i området.